# Esgrima nos Jogos Olímpicos de Verão de 2024 - Florete por equipes feminino
A competição do florete por equipes feminino da esgrima nos Jogos Olímpicos de Verão de 2024 ocorreu em 1 de agosto de 2024 no Grand Palais, em Paris, na França. Um total de 31 esgrimistas de 8 Comitês Olímpicos Nacionais (CON) participaram do evento.

## Qualificação
Cada CON poderia inscrever uma equipe de três esgrimistas no evento, com uma esgrimista adicional reserva. Essas esgrimistas também se qualificaram automaticamente para o evento individual.
Existiam oito vagas disponíveis para o florete por equipes feminino, sendo alocadas de acordo com o ranking mundial por equipes da Federação Internacional de Esgrima (FIE). As quatro primeiras colocadas, independentemente da zona geográfica, se qualificaram diretamente (Itália, Estados Unidos, França e Japão). As próximas quatro vagas foram alocadas para que cada continente fosse representado, desde que o CON estivesse entre os 16 primeiros no ranking. As vagas foram para a China (Ásia/Oceania), Canadá (Américas), Egito (África) e Polônia (Europa).

## Formato
O torneio continuou a usar o formato de chaves de eliminação única, com jogos de classificação para definir todas as posições. Cada equipe compete com três esgrimistas em que todas se enfrentam, totalizando nove lutas de três minutos; a equipe vencedora é aquela que atingir primeiro o total de 45 pontos ou que estiver na liderança após o término das nove lutas.

## Calendário
Horário local (UTC+2)
| Data                | Tempo                         | Fase                                                                                              |
| ------------------- | ----------------------------- | ------------------------------------------------------------------------------------------------- |
| 1 de agosto de 2024 | 13:00 16:40 17:30 20:20 21:20 | Quartas de final Semifinais Disputa pelo 7º lugar Disputa pelo 5º lugar Disputa pelo bronze Final |

## Medalhistas
|  | USA Estados Unidos                                            |  | ITA Itália                                                     |  | JPN Japão                                          |
|  | Jacqueline Dubrovich Lee Kiefer Lauren Scruggs Maia Weintraub |  | Arianna Errigo Martina Favaretto Francesca Palumbo Alice Volpi |  | Sera Azuma Yuka Ueno Karin Miyawaki Komaki Kikuchi |

## Resultados
A competição foi disputada em formato eliminatório direto em apenas um dia, até a definição das medalhistas.
|  | Quartas de final   | Quartas de final   |            |    | Semifinais          | Semifinais          |  |  | Final | Final |
|  |                    |                    |            |    |                     |                     |  |  |       |       |
|  |                    |                    |            |    |                     |                     |  |  |       |       |
|  |                    |                    |            |    |                     |                     |  |  |       |       |
|  | ITA Itália         | 45                 |            |    |                     |                     |  |  |       |       |
|  | ITA Itália         | 45                 |            |    |                     |                     |  |  |       |       |
|  | EGY Egito          | 14                 |            |    |                     |                     |  |  |       |       |
|  | EGY Egito          | 14                 | ITA Itália | 45 |                     |                     |  |  |       |       |
|  |                    |                    | ITA Itália | 45 |                     |                     |  |  |       |       |
|  |                    | JPN Japão          | 39         |    |                     |                     |  |  |       |       |
|  | POL Polônia        | JPN Japão          | 39         | 30 |                     |                     |  |  |       |       |
|  | POL Polônia        |                    |            | 30 |                     |                     |  |  |       |       |
|  | JPN Japão          | 45                 |            |    |                     |                     |  |  |       |       |
|  | JPN Japão          | 45                 | ITA Itália | 39 |                     |                     |  |  |       |       |
|  |                    |                    | ITA Itália | 39 |                     |                     |  |  |       |       |
|  |                    | USA Estados Unidos | 45         |    |                     |                     |  |  |       |       |
|  | FRA França         | USA Estados Unidos | 45         | 36 |                     |                     |  |  |       |       |
|  | FRA França         |                    |            | 36 |                     |                     |  |  |       |       |
|  | CAN Canadá         | 38                 |            |    |                     |                     |  |  |       |       |
|  | CAN Canadá         | 38                 | CAN Canadá | 31 |                     |                     |  |  |       |       |
|  |                    |                    | CAN Canadá | 31 |                     |                     |  |  |       |       |
|  |                    | USA Estados Unidos | 45         |    | Disputa pelo bronze | Disputa pelo bronze |  |  |       |       |
|  | CHN China          | USA Estados Unidos | 45         | 37 | Disputa pelo bronze | Disputa pelo bronze |  |  |       |       |
|  | CHN China          |                    |            | 37 |                     |                     |  |  |       |       |
|  | USA Estados Unidos | 45                 |            |    |                     |                     |  |  |       |       |
|  | USA Estados Unidos | 45                 | JPN Japão  | 33 |                     |                     |  |  |       |       |
|  |                    |                    |            |    |                     |                     |  |  |       |       |
|  | CAN Canadá         | 32                 |            |    |                     |                     |  |  |       |       |
|  | CAN Canadá         | 32                 |            |    |                     |                     |  |  |       |       |

Classificação 5º–8º lugar
|  | Classificação 5º–8 | Classificação 5º–8 |                       |    | Disputa pelo 5º lugar | Disputa pelo 5º lugar |
|  |                    |                    |                       |    |                       |                       |
|  |                    |                    |                       |    |                       |                       |
|  |                    |                    |                       |    |                       |                       |
|  | EGY Egito          | 21                 |                       |    |                       |                       |
|  | EGY Egito          | 21                 |                       |    |                       |                       |
|  | POL Polônia        | 45                 |                       |    |                       |                       |
|  | POL Polônia        | 45                 | POL Polônia           | 44 |                       |                       |
|  |                    |                    | POL Polônia           | 44 |                       |                       |
|  |                    | FRA França         | 45                    |    |                       |                       |
|  | FRA França         | FRA França         | 45                    | 45 |                       |                       |
|  | FRA França         |                    |                       | 45 |                       |                       |
|  | CHN China          | 39                 |                       |    |                       |                       |
|  | CHN China          | 39                 | Disputa pelo 7º lugar |    |                       |                       |
|  |                    |                    |                       |    |                       |                       |
|  |                    |                    |                       |    |                       |                       |
|  |                    |                    |                       |    |                       |                       |
|  | EGY Egito          | 18                 |                       |    |                       |                       |
|  | EGY Egito          | 18                 |                       |    |                       |                       |
|  | CHN China          | 45                 |                       |    |                       |                       |

## Classificação final
| Pos.              | CON                | Esgrimistas                                                        |
| ----------------- | ------------------ | ------------------------------------------------------------------ |
| Medalha de ouro   | USA Estados Unidos | Jacqueline Dubrovich Lee Kiefer Lauren Scruggs Maia Weintraub      |
| Medalha de prata  | ITA Itália         | Arianna Errigo Martina Favaretto Francesca Palumbo Alice Volpi     |
| Medalha de bronze | JPN Japão          | Sera Azuma Komaki Kikuchi Karin Miyawaki Yuka Ueno                 |
| 4                 | CAN Canadá         | Jessica Guo Eleanor Harvey Yunjia Zhang                            |
| 5                 | FRA França         | Pauline Ranvier Ysaora Thibus Eva Lacheray Anita Blaze             |
| 6                 | POL Polônia        | Julia Walczyk Martyna Jelińska Hanna Łyczbińska Martyna Synoradzka |
| 7                 | CHN China          | Huang Qianqian Wang Yuting Chen Qingyuan Jiao Enqi                 |
| 8                 | EGY Egito          | Sara Amr Hossny Yara El-Sharkawy Malak Hamza Noha Hany             |